# Fernande Bayetto
Fernande Bayetto, née le 9 octobre 1928 à Saint-Gervais-les-Bains et morte le 7 novembre 2015 à Bonneville, est une skieuse alpine française. Elle prend part aux côtés de Suzanne Thiollière, Georgette Thiollière-Miller, Lucienne Schmidt-Couttet, Micheline Desmazières et Françoise Gignoux  aux Jeux olympiques de 1948 à Saint-Moritz.

## Biographie
Elle se blesse grièvement à la cheville après les Jeux olympiques de 1948 mettant sa carrière entre parenthèses durant deux années. Elle fait son retour en équipe de France en décembre 1950.
Elle épouse le 28 avril 1951 Jean Jolivet. Au cours de la soirée du jour de son mariage, en rentrant de la soirée avec son mari, sa sœur, Lucie Bayetto, et le compagnon de cette dernière M. Casais, Fernande Bayetto est victime d'une grave accident de la route où elle fut blessée à la tête et sa sœur tuée, mettant fin à sa carrière sportive.

## Palmarès

### Jeux olympiques
| Épreuve / Édition    | Descente | Slalom | Combiné |
| JO 1948 Saint-Moritz | 21e      | —      | —       |

### Championnats du monde
| Épreuve / Édition    | Descente | Slalom | Combiné |
| JO 1948 Saint-Moritz | 21e      | —      | —       |